# Säkerhetsväst
Säkerhetsvästar för ridsport introducerades i Sverige för drygt 25 år sedan av företaget Kefly AB. De första säkerhetsvästarna var väldigt mjuka och avsedda framförallt för jockeys inom galoppsporten. Sedan Beta-organisationens regler kom 1995 har dagens design och funktionalitet för säkerhetsvästar påverkats.

## B.E.T.A Standard
Den 1 juli 1995 kom den standard på skyddsvästar som gällt fram tills i år. Standarden är utformad av BETA – British Equestrian Trade Association. BETA 2009-standarden började gälla den 1 mars 2009. BETA 2009-standard harmonieras med den nya Europeiska standarden EN 13158 som gäller "Protective Jackets, Body and Shoulder Pads for Horse Riders".
- Nivå 3: Lila 2000 – skydd som ger ett skydd som anses tillräckligt för ridning, tävling och arbete med hästar.
- Nivå 2: Brun 2000 – skydd som ger ett lägre skydd än nivå 3 och som anses tillräckligt endast i lågrisksituationer.
- Nivå 1: Svart 2000 – skydd som ger ett lägre skydd än nivå 2 och som anses tillräckligt endast för licensierade jockeys.

Nivå 1-västen är tillverkad för att uppfylla viktrestriktionerna som gäller för licensierade jockeys under löp. Västen är inte avsedd för användning vid vanlig ridning eftersom den ger ett avsevärt mindre skydd än nivå 2 vilket anses vara minimum för normalridning.
Den nya standarden är baserad på –95 års BETA-standard, men har uppgraderats.
Några av ändringar är:
- Säkrare "knäppning" så att västen inte öppnas ofrivilligt vid ex.vis en avfallning
- Större storlekssortering
- Färgade säkerhetsmarkeringar så att ryttaren/ bäraren ej kan justera västen på ett felaktigt sätt.

Färger på etiketterna, som visar i vilken klass västarna är godkända, har också ändrats till följande:
- Nivå 1 – svart/vit märkning – rekommenderas endast till jockeys
- Nivå 2 – brun märkning – västar som erbjuder skydd motsvarande en nivå emellan nivå 1 och 3
- Nivå 3 – lila märkning – västar som erbjuder det bästa / högsta skyddet lämpligt för alla sorters ridning.

Västar godkända enligt nivå 2 ligger ungefär mittemellan BETA-95 standard klass 1 och 2, medan nivå 3 är lika med klass 3.
Alla tillverkare av västar måste låta testa sina produkter en gång per år. Västar godkända enligt BETA –95 kunde testas till och med september 2000 och tillstånd att tillverka västar med den standarden gällde därefter 1 år, alltså längst till och med september 2001. Därefter tillverkas västarna enligt den nya standarden, BETA 2009.
Västar med BETA –95 standard finns fortfarande att köpa i affärerna. De är också godkända för tävling.